# Ngoi Pēwhairangi
Ngoi Pēwhairangi (mit vollem Namen Te Kumeroa Ngoingoi Pēwhairangi, * 29. Dezember 1921 in Tokomaru Bay; † 29. Januar 1985 ebenda) war eine bekannte neuseeländische Lehrerin und Förderin der Sprache und  Kultur der Māori und Texterin zahlreicher Lieder. Sie war eine prominente Person in der Māori Renaissance der späten 1970er und frühen 1980er Jahre.

## Leben
Sie wurde als 1921 in Tokomaru Bay an  Neuseelands Ostküste als ältestes von fünf Kindern des Hori Ngāwai, einem ungelernten Arbeiter und Priester des Ringatū aus dem an der Tokomaru Bay ansässigen Hapū Te Whānau-a-Ruataupare des Iwi Ngāti Porou und seiner Frau Wikitoria Te Karu, die von den Ngāti Tara Tokanui in der Region Hauraki abstammte, geboren. Ie besuchte die lokale Eingeborenenschule und wurde von ihren Verwandten in der Religion des Ringatū aufgezogen.
Von 1938 bis 1941 besuchte sie die Hukarere Maori Girls School in Napier. Sie war eine gute Hockeyspielerin. Nach dem Ende der Schulzeit spielte sie für die Mannschaft Marotiri aus Tokamaru Bay.
Ngoi war die Nichte der Komponistin und Förderin der Sprache der Māori, Tuini Ngāwai. In den frühen 1940er Jahren reiste Ngoi im Rahmen einer Spendenkampagne für den Weltkrieg mit der Konzertgruppe Hokowhitu-ā-Tū durch Neuseeland. Ihre Tante, die diese Gruppe gegründet hatte, unterrichtete sie in der Aufführung des Kapa Haka, was sie auch im Rahmen ihrer Hockeyspiel nutzen konnte.
Nach ihrer Schulbildung kehrte sie nach Tokamaru Bay zurück und begann im Schafschur-Team ihrer Tante zu arbeiten.
Am 3. Februar 1945 heiratete sie im Waiparapara marae den Arbeiter Rikirangi Ben Pēwhairangi von der Tokomaru Bay. Ihr einziges leibliches Kind war ein Sohn, Terewai Pēwhairangi, zusätzlich nahmen sie mehrere Ziehkinder auf.
Ngoi lehrte die Sprache der Māori und leitete von 1973 an für drei Jahre den Māori-Club an der Gisborne Girls' High School. 1974 begann sie auch, in Gisborne einen Kurs für Māori-Studien der University of Waikato zu leiten. 1977 rief Kara Puketapu, der neue Sekretär des Department of Māori Affairs, sie zur Unterstützung des Projektes Tū Tangata. Dieses richtete sich an gefährdete Māori-Jugendliche in den Großstädten und versuchte sie mit ihrem Iwi in Verbindung zu bringen. Sie arbeitete als Ratgeberin für das Department und war an der Etablierung der kōhanga-reo-Bewegung beteiligt, die auf die Schulbildung von Māori in ihrer Sprache abzielt.
Ab 1978 war sie Beraterin des National Council of Adult Education. In dieser Eigenschaft förderte sie landesweit Sprache und Kultur der Māori, besonders auf dem Lande. Sie war 1985 zusammen mit Katerina Mataira Gründerin des auf einem Fernsehprogramm und der Buchserie Te reo aufbauenden Programms zum Erlernen des Māori.
Unter den Neuseeländern europäischer Abstammung ist sie am ehesten als Texterin des Songs Poi E bekannt, der 1984 in einer Aufnahme mit Dalvanius Prime und dem Patea Māori Club die neuseeländischen Popcharts anführte.
Sie starb 1985 in Tokamaru  Bay. Ihr  Begräbnis (tangihanga) wurde im Pākirikiri Marae abgehalten. Ein von Timoti Karetu für sie komponiertes Trauerlied (waiata tangi) war einige Jahre das Erkennungsstück der Kapa-Haka-Gruppe der Te Tumu School of Māori, Pacific and Indigenous Studies an der University of Otago.